# Eliminación de asentamientos informales

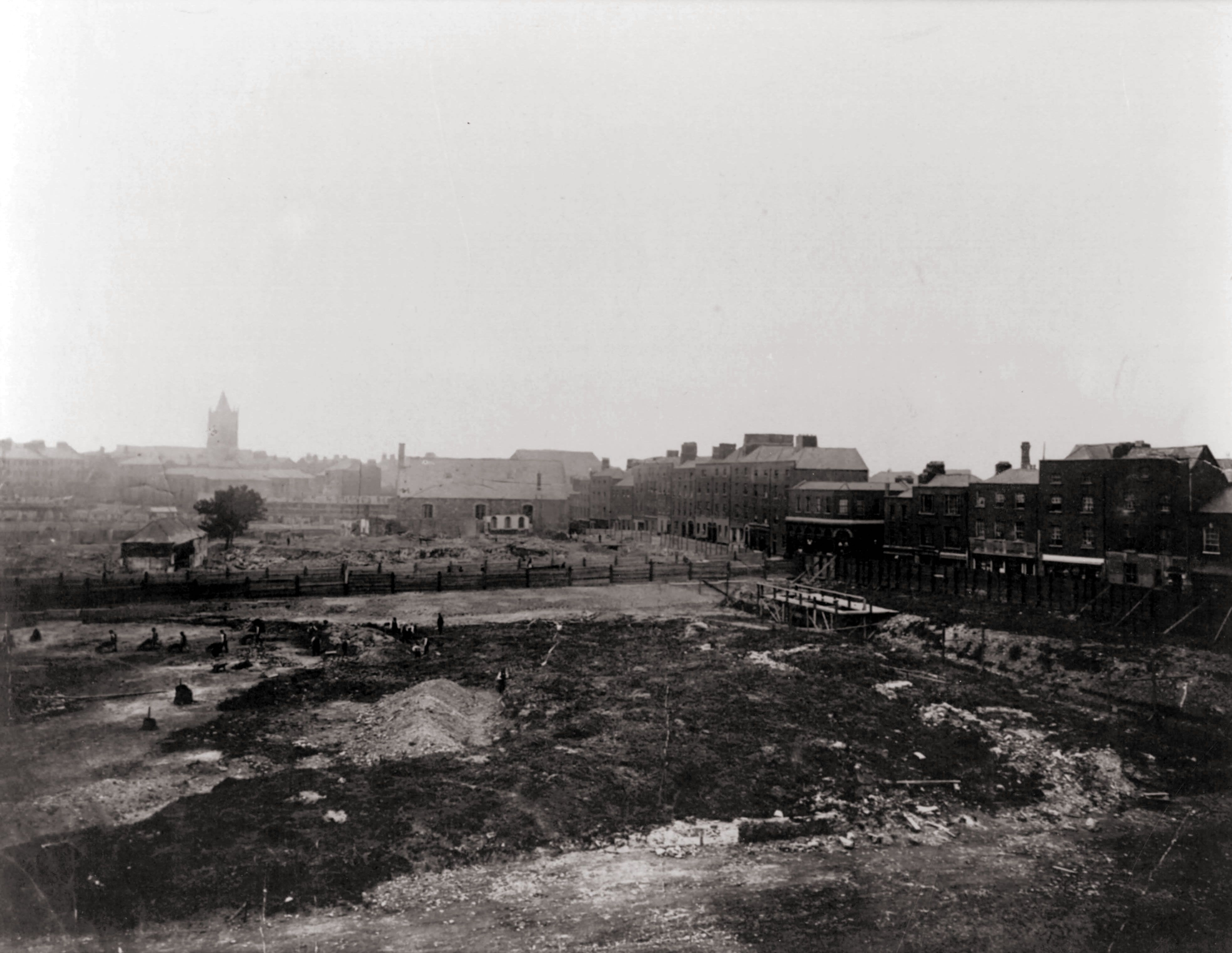
Desmantelamiento de los barrios bajos de Dublín hacia 1900 en la zona de la catedral de San Patricio para preparar la construcción de las viviendas de la Dublin Corporation y el Iveagh Trust en Bride Road y Bull Alley Street.

Supresión de asentamientos informales son unas de las estrategias de regeneración urbana utilizadas para renovar asentamientos o barrios residenciales con población de bajas rentas y problemas de convivencia social, para convertirlos en ámbitos urbanos con nueva vitalidad. 

## Historia
Se utilizan diferentes estrategias para desarrollar comunidades urbanas; por ejemplo, estrategias políticas como fue la Ley de vivienda de 1930 en el Reino Unido que incluía planes de erradicación de los barrios degradados. Análogamente, la Ley de Vivienda de 1937 alentaba estrategias similares en los Estados Unidos. Durante el siglo XX, estas estrategias normativas han evolucionado en países occidentales, a medida que las ciudades regularizaban los asentamientos informales existentes. En algunos casos, como el de la Ley de las 3R española, estos programas institucionales se combinan con viviendas públicas u otros programas de ayudas para la población afectada.

### Razones
La renovación de barrios residenciales es una estrategia vigente en la actualidad. En algunos eventos internacionales como conferencias y competiciones deportivas, se comprueba como hay administraciones que renuevan zonas de asentamientos informales con viviendas degradadas, para reducir la visibilidad de la pobreza de la ciudad ante los visitantes. Este fue el caso de Sudáfrica, con anterioridad y durante la celebración de la Copa Mundial de Fútbol de 2010, las protestas se multiplicaron en Durban y otras ciudades sudafricanas, con protestas organizadas por Abahlali baseMjondolo (AbM). En otros casos la renovación, regeneración o remodelación de barrios marginales se originan en otras motivaciones, como la represión de la oposición política o los intentos de mantener ciertas comunidades bajo control. La Operación Murambatsvina en Zimbabue fue criticada por un informe de la ONU que señalaba la falta de respeto a los derechos humanos, el diseño deficiente de la planificación, que estimaba que desplazaría como mínimo a 700,000 habitantes de estos barrios informales.

### Consecuencias
Los críticos argumentan que la eliminación de barrios degradados por la fuerza tiende a ignorar los problemas sociales de estos barrios. Las familias pobres, incluyen niños y adultos que trabajan, necesitan un lugar para vivir, el derecho a la vivienda. En barrios marginales con población dedicada a economías informales, empleos precarios, servicios y medios de vida complejos y relacionados con otros barrios de la ciudad. La eliminación de los barrios informales, no elimina las causas que crean estos asentamientos, por lo que las estrategias integrales que abordan el espacio físico y los problemas económicos son más efectivas. Igualmente, los planes para eliminar barrios degradados en ciudades no occidentales han resultado ineficaces cuando no van coordinados con otro tipo de ayudas para las comunidades afectadas.

## Alternativas
Algunas ciudades han optado por la renovación y regeneración de los asentamientos informales y de los barrios degradados, con una estrategia integrada: mejorar los espacios urbanos, mejorar los equipamientos y la infraestructura para que todo contribuya de forma integrada en la renovación de la comunidad y de los espacios construidos del barrio. Así la Comunidad de Madrid gestiona las ayudas del Plan estatal español, Plan Estatal de Vivienda 2018-2021 en el Programa de Fomento de la Regeneración y Renovación Urbana y Rural. El Ayuntamiento de Madrid es pionero en estrategias integradas locales con Plan Madrid Recupera: Estrategia de Regeneración Urbana para 2019 a 2030.